# Хёкке, Бьорн
Бьорн Уве Хёкке (нем. Björn Uwe Höcke; родился 1 апреля 1972 года, Люнен, Северный Рейн-Вестфалия, ФРГ) — немецкий политик из ультраправой партии «Альтернатива для Германии» (АдГ). Председатель отделения АдГ в Тюрингии. Ещё до признания АдГ правоэкстремистской немецкие спецслужбы классифицировали её отделение в Тюрингии как экстремистскую организацию. Под руководством Хёкке АдГ заняла первое место на выборах в Тюрингии в 2024 году. Таким образом, впервые со времён Веймарской республики и Третьего рейха ультраправая партия в Германии получила первое место на региональных выборах.
Когда Андреаса Кальбица исключили из АдГ, Хёкке стал единоличным лидером крайне правой фракции в партии «Крыло» (Der Flügel), которую Федеральное ведомство по защите конституции Германии объявляло подозреваемой в правом экстремизме. Даже после формального роспуска фракции «Крыло» Хёкке считается самым влиятельным политиком в АдГ благодаря его огромной поддержке среди членов партии и ряда её высокопоставленных функционеров.

## Ранние годы и образование
Бьорн Хёкке родился в Люнене, Северный Рейн-Вестфалия. Его бабушка и дедушка по отцовской линии после Второй мировой войны были депортированы из Восточной Пруссии. В 1991 году он окончил гимназию Рейн-Вид в Нойвиде.
По завершении воинской службы в течение двух семестров изучал право в Рейнском университете имени Фридриха Вильгельма в Бонне. С 1993 по 1998 год изучал спортивную науку и историю для преподавания в гимназии в Гисенском университете и в Марбургском университете. Работал учителем истории в общеобразовательной школе Ренанус в Бад-Зоден-Аллендорфе.

## Политическая карьера
В 1986 году Хёкке недолгое время был членом Молодёжного союза Германии, совместной молодёжной организации ХДС/ХСС.
Как один из основателей Альтернативы для Германии в Тюрингии, он был избран в ландтаг Тюрингии после выборов 2014 года. Он спикер парламентской группы АдГ в Тюрингии и представитель регионального объединения (Landesverband) АдГ в Тюрингии. СМИ называют его лидером «национал-консервативного крыла» АдГ. Это фракция АдГ, также известная как «Крыло» (Der Flügel), с которой идентифицируют себя 40 % членов партии.
До 2015 года Хёкке был малоизвестным региональный политиком недавно созданной партии. Однако он стал известен всей Германии, когда один из лидеров АдГ и представитель её либерального крыла Бернд Лукке предложил избавиться от «экстремистских элементов» и поставил вопрос об исключении Бьорна Хёкке из АдГ. Однако на партийном съезде большинство делегатов поддержали Хёкке, а главой партии избрали Фрауке Петри, которая выступила в его защиту. В итоге Лукке покинул АдГ.
Через день после нападения на мэра Кёльна Генриетту Рекер в октябре 2015 года во время политического ток-шоу «Гюнтер Яух» Хёкке вытащил небольшой немецкий флаг и заявил: «3000 лет Европы, 1000 лет Германии».
Из-за речи Хёкке в январе 2017 года о жертвах Холокоста разразился скандал. Лидеры АдГ, включая Фрауке Петри, в феврале 2017 года поставили вопрос об исключении Бьорна Хёкке из партии. Но в итоге большинством голосов в мае 2018 года трибунал АдГ выступил на стороне Хёкке, а Фрауке Петри вскоре была отстранена от руководства партией и ушла из АдГ.
В сентябре 2019 года Хёкке пригрозил «серьезными последствиями» журналисту ZDF. Журналист отказался «начать заново» интервью с Хёкке после того, как задал ему провокационные вопросы и показал ему видеозапись. На видеозаписи журналист спрашивал депутатов АдГ: он зачитывал цитату и просил определить их, эта цитата из книги Хёкке или из книги Адольфа Гитлера Mein Kampf. Все опрошенные под видеозапись депутаты АдГ не смогли отличить цитаты Хёкке от цитат Гитлера.
Хёкке возглавил АдГ в Тюрингии на региональных выборах в 2019 году, на них АдГ удвоила свою долю голосов до 23 % и обогнала главную оппозиционную партию в регионе, Христианско-демократический союз (ХДС), заняв второе место. Однако перспектив участия в земельном правительстве у неё не было. При этом ни одна из возможных правительственных коалиций не получила большинства, что вызвало политический кризис.
В 2021 году сопредседатель АдГ из умеренного крыла Йорг Мойтен поднял вопрос об исключении Хёкке из партии — как Лукке в 2015 году и Петри в 2017 году — из-за очередного скандала, связанного с расистскими высказываниями. Однако и Мойтен потерпел неудачу — большинство на съезде опять поддержало Хёкке. В результате Мойтен вышел из руководства АдГ и из партии в 2022 году.
Таким образом, лидеры АдГ пытались исключить Хёкке в 2015, 2017 и 2021 годах, однако каждый раз это заканчивалось победой его сторонников на съезде партии и последующей отставкой руководства АдГ, инициировавшего попытку исключения.
На выборах в Тюрингии 2024 года АдГ под руководством Хёкке увеличила свою долю голосов до рекордных 33 % и стала самой популярной партией в регионе. Это самая большая доля голосов, когда-либо полученная АдГ, и первый раз, когда АдГ заняла первое место на выборах в федеральной земле.

### Использование лозунга нацистов в агитации
В ноябре 2021 года депутатская неприкосновенность Хёкке (как депутата в Тюрингии) была отменена. В 2021 году в мае Хёкке закончил одну из своих агитационных речей фразой «Всё для Германии» (Alles für Deutschland). Эта фраза была девизом военизированных отрядов СА НСДАП, была вырезана на используемых СА кинжалах, и запрещена по законам Германии после денацификации. Хёкке утверждал, что не знал происхождения девиза, и утверждал, что он «совершенно невиновен». В сентябре 2023 года ему предъявили обвинение, а в мае 2024 года его осудили. Суд в Галле постановил, что, будучи учителем истории на протяжении многих лет, Хёкке не мог не знать немецкой школьной программы об происхождении этой фразы. Он был оштрафован на 13 тыс. евро.
Хёкке снова косвенно использовал этот лозунг в декабре 2023 года, когда во время агитации он сказал: «Всё для..?», на что слушатели ответили: «Германии!». В июле 2024 года Хёкке снова использовал нацистский лозунг «Всё для Германии» (Alles für Deutschland), но уже напрямую, за что снова был оштрафован судом в Галле.

## Политические взгляды
Хёкке придерживается ультраправых взглядов. Во время демонстраций осенью 2015 года Хёкке призвал Германию иметь «не только тысячелетнее прошлое», но и «тысячелетнее будущее». Он описывал период Германской империи с 1871 по 1914 год как годы расцвета немецкого народа.
Когда Хёкке был юн, его семья часто обсуждала их изгнание из Восточной Пруссии. Его бабушка и дедушка привили ему сильное чувство принадлежности к Восточной Пруссии, хотя он никогда там не жил. В семейном некрологе бабушки Хёкке изображен герб Восточно-Прусского землячества (Landsmannschaft Ostpreußen), ассоциации немцев, депортированных из Восточной Пруссии после Второй мировой войны. Хёкке в своих речах часто ссылается на изгнание немцев из Восточной Пруссии в конце Второй мировой войны. Его отец был подписан на антисемитский журнал Die Bauernschaft, издававшийся известным отрицателем Холокоста Тисом Кристоферсеном, и поддерживал отдельных лиц и группы, связанные с ультраправыми в Германии. Это говорит о том, что Хёкке был подвержен ультраправых взглядам с молодости.
Хёкке заявлял: «Гитлера представляют как абсолютное зло — это большая проблема». Он считает, что немцам отказано в праве на национальную гордость и самовыражение из-за истории их страны. Он говорил, что немецкие школы тратят слишком много времени для обучения о нацистах.
Хёкке использовал термин «жизненное пространство» (Lebensraum), который нацисты использовали для обозначения территориальной экспансии на Восток, и недоумевал, почему это понятие осуждается немецкой общественностью. Он назвал чиновников бывшего канцлера Ангелы Меркель «Tat-Elite», термин, который офицеры СС использовали для обозначения самих себя.
Политологи Геро Нойгебауэр и Хайо Функе отмечают, что взгляды Хёкке близки к Национал-демократической партии Германии, и считают его заявления близкими к фёлькише, а также к расизму и фашизму. Хёкке участвовал в нескольких митингах антиисламского движения ПЕГИДА вместе с Андреасом Кальбицем в начале 2020-х годов.
Хёкке выразил публичную поддержку крайне правому экологическому журналу «Поворот» (Die Kehre), который издается с 2020 года, в попытке «вернуть» правым тему сохранения окружающей среды у левых.

### Образование
Хёкке выступает против «мэйнстриминга» в образовании, то есть против включения учащихся с ограниченными возможностями в обучение на общих основаниях. Он призвал направлять учащихся с ограниченными возможностями в отдельные школы специального образования. Хёкке выступает также против полового просвещения в школах. Он считает это «ранней сексуализацией учащихся» и хочет «остановить растворение естественной полярности двух полов».

### Семья
Хёкке призывает к развитию прусских добродетелей и пропагандирует наталистские взгляды, в частности, «семью с тремя детьми как политическую и социальную модель». Он выступает против гендерного мейнстриминга (включение женщин в различные сферы в обществе посредством специальных программ) и требует положить конец «социальным экспериментам», которые подрывают «естественный гендерный порядок».

### Отношение к России
Хёкке поддерживает углубление отношений с Россией. Он сказал, что если он когда-нибудь станет канцлером Германии, то первой из других стран посетит Россию. В видеодебатах в январе 2023 года Хёкке сказал: «Сегодня Россия — хотят ли это слышать основные СМИ или нет — это страна, которая не только вызывает негативные ассоциации, но и страна, которая надеется, что она может стать пионером мира свободных и суверенных государств без влияния гегемонов».

### Иммиграция
Что касается европейского миграционного кризиса, Хёкке выступает против политики Германии в отношении предоставления убежищ беженцам. Он регулярно проводит демонстрации в несколько тысяч в Эрфурте против политики федерального правительства в отношении предоставления убежища. Хёкке также выступает против евро, агитируя за возвращение к национальным валютам. Он особенно критиковал кампанию «Сделано в Германии — сделано с разнообразием».
Хёкке заявлял, что если Европа продолжит принимать иммигрантов, то африканское «репродуктивное поведение» не изменится. В 2017 году Хёкке сказал: «Дорогие молодые африканские мужчины: для вас нет будущего и нет дома в Германии и Европе!».

## Критика

### Связи с неонацистами
Хёкке имеет связи с неонацистскими кругами в Германии. Хёкке писал совместные статьи с лидером НДПГ Торстеном Хейзе. В 2015 году Хёкке обвинили в том, что он сотрудничал с журналом Хейзе «народ в движении» (Volk in Bewegung & Der Reichsbote) под псевдонимом «Ландольф Ладиг». Хёкке отрицал, что когда-либо писал для газет НДПГ, но отказался сказать это под юридической клятвой, как того требовал Федеральный исполнительный совет АдГ.
В электронном письме коллегам по партии от 2014 года Хёкке выступал за отмену статей 86 и 130 Уголовного кодекса Германии. Статья 86 запрещает распространение пропагандистских материалов антиконституционных организаций — именно на основе этой статьи в ФРГ запрещены нацистские организации, свастика и пропаганда нацизма. А статья 130 криминализирует разжигание ненависти к другим группам. Отмена этих статей также легализовала бы отрицание Холокоста, которое незаконно в Германии.

### Обвинения в антисемитизме
В январе 2017 года Хёкке выступил с речью в Дрездене, в которой, ссылаясь на мемориал Холокоста в Берлине (Мемориал убитым евреям Европы), заявил: «мы, немцы, являемся единственным народом в мире, который установил мемориал позора в самом сердце своей столицы», и предложил немцам «на 180 градусов изменить политику увековечивания и памяти». Речь была широко раскритикована как антисемитская и неонацистская, в том числе еврейскими лидерами в Германии, а председатель АдГ тех лет Фрауке Петри описала Хёкке как «обуза для партии». Именно эта речь вызвала попытку исключения Хёкке из партии в 2017 году, которая закончилась победой Хёкке и отставкой Фрауке Петри.
После комментария Хёкке о «памятнике позора» Центр политической красоты (берлинская художественная группа), воздвиг полномасштабную копию одной из частей мемориала Холокоста в Берлине в пределах видимости от дома Хёкке в Борнхагене в качестве напоминания об истории Германии.
В интервью The Wall Street Journal Хёкке жаловался на то, что «Гитлера считают исключительно плохим».
В марте 2020 года появилось видео, в котором Хёке нападает на критиков его фракции «крыло» (Der Flügel) в Саксонии-Анхальт. В нём Хёкке заявил: «Die, die nicht in der Lage sind das Wichtigste zu leben, было wir zu leisten haben, nämlich die Einheit, dass die allmählich auch mal ausgeschwitzt werden» («Те, кто не способные достичь самого главного, чего мы должны достичь: будучи едиными, они постепенно будут изнемогать от пота»), где глагол «ausgeschwitzt» звучит похоже на «Аушвиц» (Освенцим). Незадолго до появления видео фракция «крыло» (Der Flügel) была поставлена под надзор Федерального ведомства по защите Конституции.